# Centre Charles-Péguy
Pour le Centre Charles Péguy d'Orléans, voir Bibliothèques d'Orléans#Bibliothèques associées.
Pour les articles homonymes, voir CCP.
Le Centre Charles-Péguy (CCP) est une association créée en 1954, basée à Londres, financée en partie par le ministère français des Affaires étrangères, et soutenue par le consulat de France à Londres. Sa vocation est d'accompagner dans leur insertion professionnelle et sociale les francophones âgés de 18 ans et plus souhaitant s'installer à Londres.

## Historique
Association à but non lucratif, le Centre Charles-Péguy a été fondé en 1954 à Londres, avec pour mission d’aider les jeunes Français dans leur insertion sociale et professionnelle. Il est subventionné en partie par le ministère des Affaires étrangères français.
Le Consulat Général de France est ensuite devenu partenaire de l’association, qui est alors passée sous droit anglais (Charitable trust).
En 1983, le groupe CEI (Centre d’échanges internationaux) a repris la direction et la supervision du Centre Charles-Péguy. Le centre est localisé au 28 Brunswick Place près de Old Street à Londres.

## Objectif
Le Centre Charles-Péguy permet aux jeunes adultes de s’immerger dans une nouvelle culture, tout en ayant une aide personnalisée pour la recherche d’emploi (aiguillage, CV, offres d’emploi), et de logement. Un réseau de près de 500 employeurs anglais travaillent avec le CCP à Londres ; celui-ci recevant plus de 1500 offres d’emploi sur l’année et qui sont diffusées au Centre. Les conseillers emploi orientent les nouveaux arrivants, les aident dans leur recherche d’emploi de manière individualisée et grâce à des ateliers hebdomadaires. Une base documentaire ainsi qu’un espace adhérents sont  également mis à disposition des membres de l’association.

## Fonctionnement

### Entretiens individuels
Les conseillers emploi reçoivent les membres en entretiens individuels afin de les aider à cibler leurs candidatures. Lors du premier entretien, les conseillers évaluent leur niveau d’anglais et leur profil en fonction de leurs compétences et objectifs. Il s’agit d’analyser avec eux les points forts ou à conforter pour les candidatures de manière à définir le type de poste sur lequel ils peuvent se positionner. Des offres d’emploi adaptées sont remises aux membres chaque semaine.
En 2014, le Centre comptait un réseau de 1 000 membres, 85 % de ces adhérents ont trouvé un emploi directement grâce à une offre fournie par le Centre Charles-Péguy.

### Ateliers
Toutes les semaines, des ateliers sont organisés au Centre : l’Atelier emploi et l’Atelier CV.
L’Atelier emploi traite des grands thèmes liés à la recherche d’emploi. Les membres peuvent ainsi travailler leur présentation lors de simulations d’entretiens, apprendre à identifier et mettre en valeur leurs atouts et compétences ou en savoir plus sur les méthodes de prospection. Les ateliers se déroulent au Centre, chaque mercredi de 16h30 à 18h.

### Welcome café
Un Welcome café est organisé une fois par semaine et guide les jeunes Français dans leur installation et leur compréhension des particularités britanniques, tels que le contrat de travail et la couverture sociale.

### Autres services
D’autres services sont également à la disposition des adhérents pour les aider dans leur recherche d’emploi ; une aide à la traduction de CV et lettres de motivation, un service « poste restante », des ordinateurs, des imprimantes, la presse quotidienne britannique et française, une documentation complète sur la vie à Londres, un annuaire des agences de recrutement et une bibliothèque contenant documentation professionnelle et romans francophones & anglophones à emprunter gratuitement.
De plus, un service logement est disponible au Centre : des annonces pour différents types de locations sont répertoriées et accessibles flatshares (appartements à partager), bedsits (chambres) et studios.
Enfin, le Centre Charles-Péguy est un relais  pour les membres qui souhaitent s’enregistrer au Registre des Français à l’étranger, auprès du Consulat.

### Adhésion
La cotisation annuelle pour devenir membre et avoir accès aux services du Centre est de 60 £. Elle est ouverte aux francophones souhaitant s’installer à Londres, et étant âgés de 18 ans et plus.

## Remarques annexes

### Nom anglais
L'association est aussi appelée The French Centre par les anglophones.

### Autres Centres Charles-Péguy
D’autres organismes en France, à Amboise (centre d’hébergement et aussi maison de jeunes), à Orléans (centre compilant des documents sur l’écrivain) et à Tours (centre devenu le lycée professionnel Albert-Bayet) se nomment aussi Centre Charles-Péguy : il n'y a aucun lien entre eux.